# La Marchande d'amours
Pour les articles homonymes, voir La Marchande d'amours (Vien).
La Marchande d'amours est une fresque de la villa Arianna, découverte lors des fouilles archéologiques de l'ancienne ville de Stabies (Stabiae), l'actuelle Castellammare di Stabia, conservée au musée archéologique national de Naples. C'est l'une des œuvres les plus reproduites durant la période néoclassique et rococo.

## Histoire
La fresque remonte au milieu du Ier siècle de notre ère, et a été peinte dans un cubiculum de la Villa Arianna, près d'une autre salle décorée exclusivement de figures féminines, dont Flora : il est donc envisageable que cet endroit de la villa ait été exclusivement réservée aux femmes. Elle fut retrouvée en 1759 lors des fouilles opérées par les Bourbons et fut retirée pour faire partie de la collection du Roi : le succès de la fresque fut tel que la villa entière s'appelait à l'origine Villa de la Marchande d'amours. La fresque a fait l'objet de nombreuses copies et imitations tout au long du XIXe siècle, à tel point que Charles Baudelaire a accusé les artistes de l'époque de manquer d'originalité ; parmi les diverses imitations, celle de Joseph-Marie Vien, avec l'œuvre intitulée La Marchande d'Amours, réalisée en 1763, bien que dans ce cas l'artiste ne s'en soit pas seulement inspiré ; Jacques-Louis David, élève de Vien, réalisa lui une esquisse fidèle à l'œuvre originale, avec des éléments du goût artistique de l'époque. Elle a également été reproduite par Johann Heinrich Füssli, Bertel Thorvaldsen, Adamo Tadolini, Christian Gottfried Jüchtzer, qui a réalisé une sculpture, et par la Real Fabbrica Ferdinandea, qui a utilisé le thème de la fresque comme sujet décoratif pour des assiettes, tasses et plateaux en porcelaine.

## Thème et description
La composition, divisée en deux parties dans lesquelles agissent deux groupes de personnages, est clairement inspirée du théâtre : sur le côté gauche, une matrone romaine est représentée avec derrière elle une femme de chambre dans le rôle de conseillère et à ses pieds, presque caché par la robe, un putto flottant, soucieux de surveiller ses femmes. Sur le côté droit, une vieille courtisane est représentée en train de prendre un cupidon dans la cage, le tenant par une aile, tandis qu'un autre putto est accroupi dans la petite volière, attendant d'être montré. Toute la scène a un goût typiquement hellénistique, faisant référence aux mimes et aux épigrammes : l'auteur avait clairement l'intention d'amener l'observateur à la méditation, dans ce cas des douleurs de l'Amour.

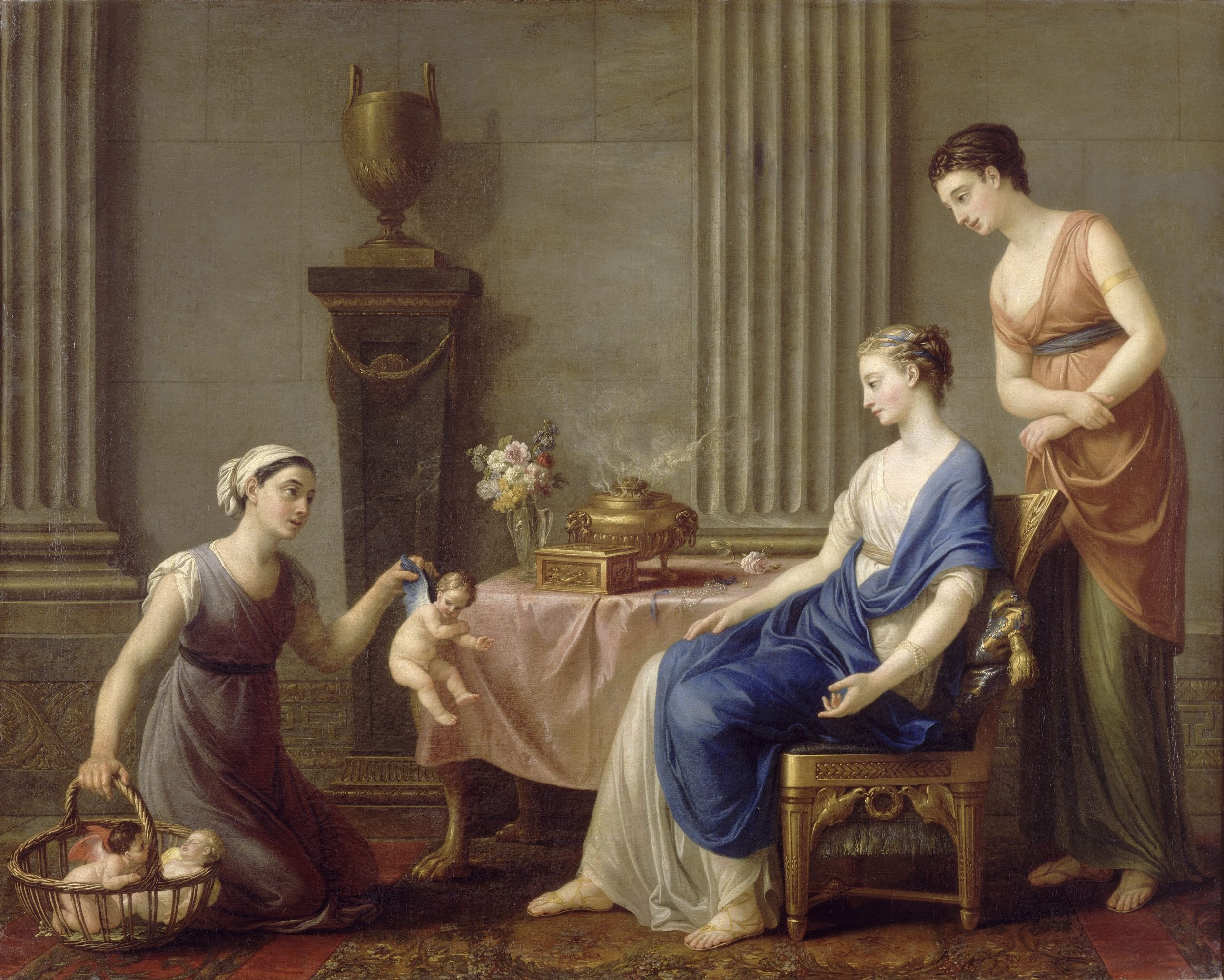
La Marchande d'Amours, par Vien
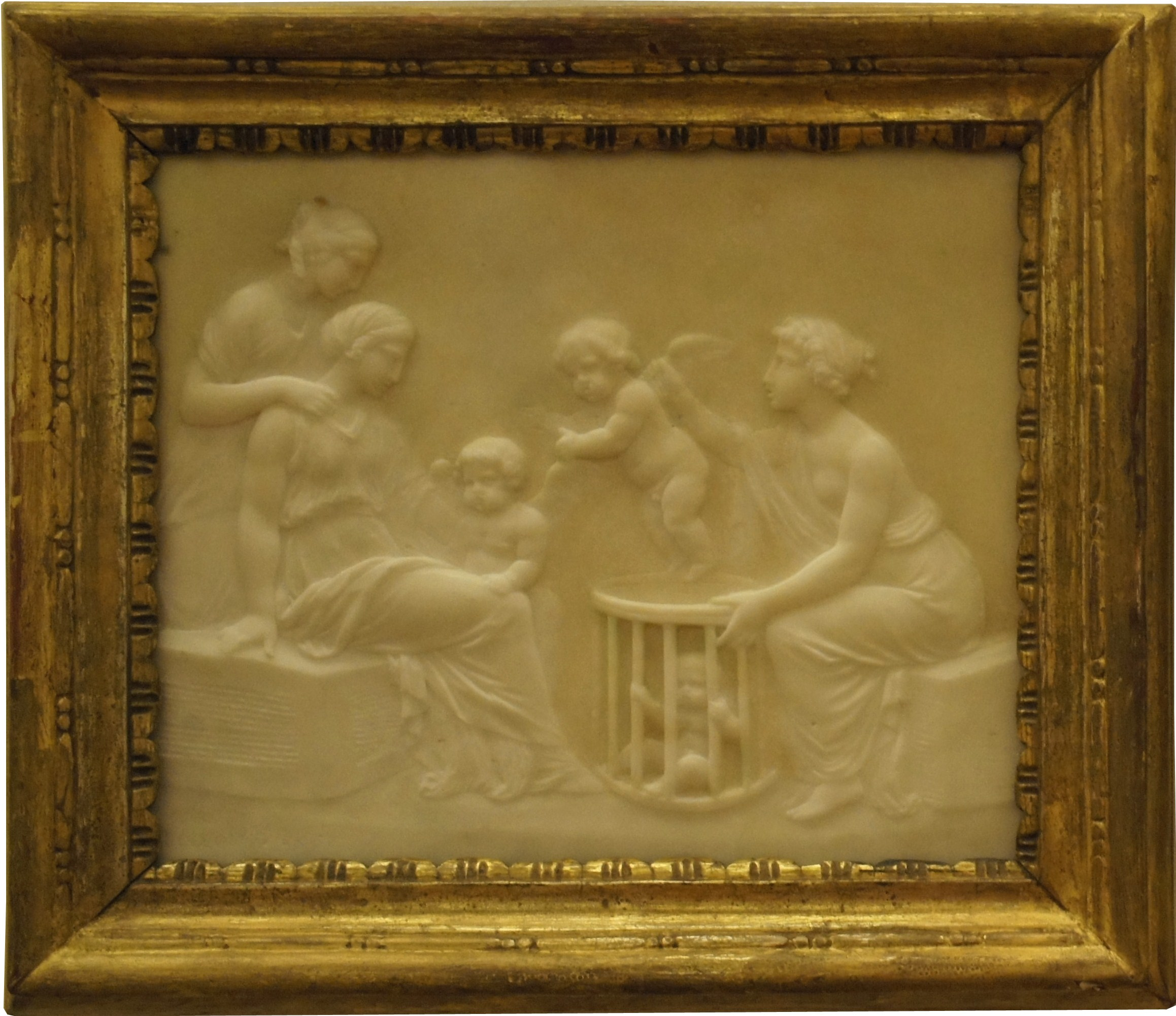
La Marchande d'Amours, de Clodion
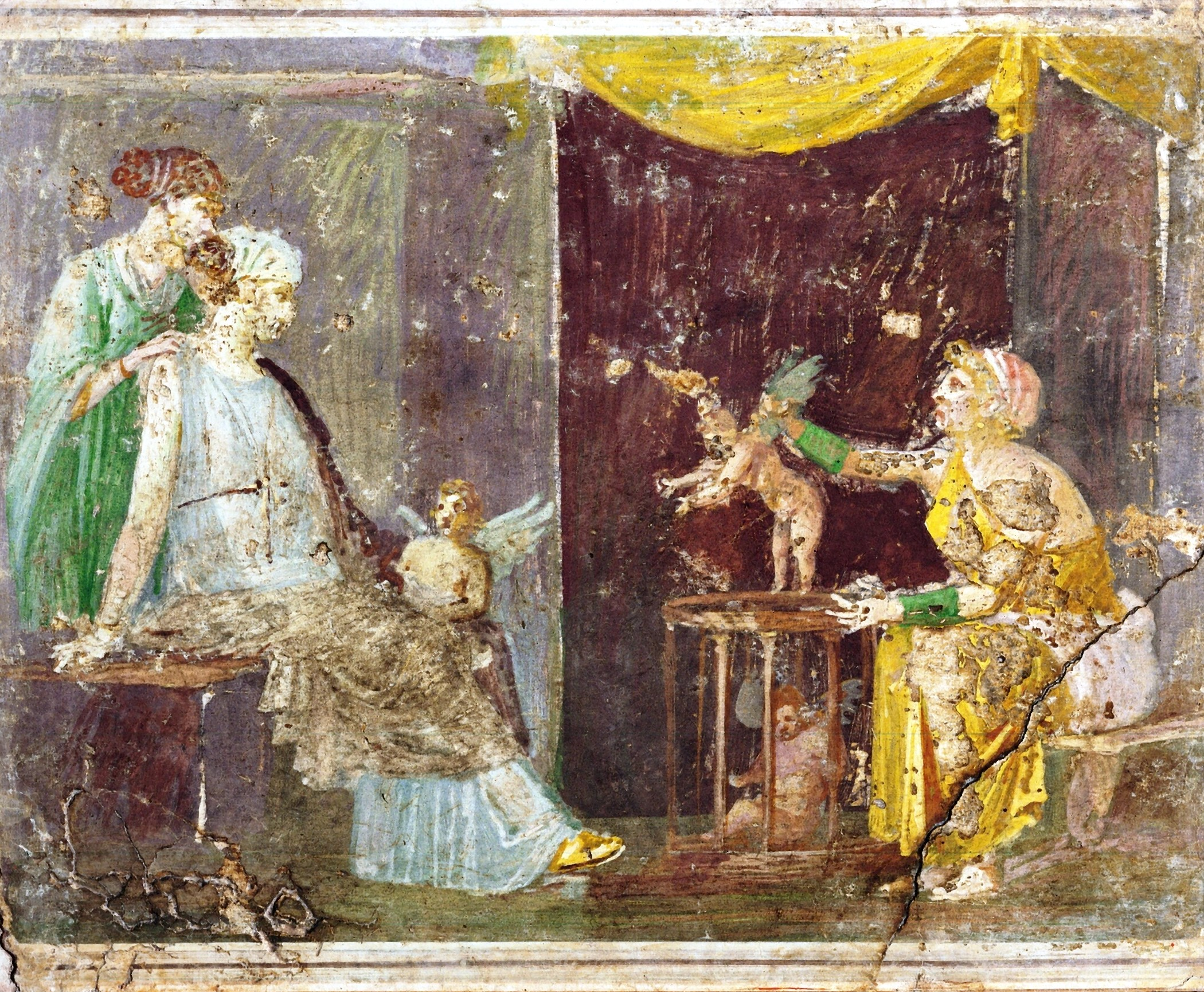
Fresque originale, en provenance de Stabies